# 4A busz (Szolnok)
A szolnoki 4A jelzésű autóbusz a Hild Viktor utca és az Autóbusz-állomás között közlekedik, körjárati jelleggel. Kizárólag a tanév tartalma alatt közlekedik a 24-es és a 24A busz gyorsjárataként. A viszonylatot a Volánbusz üzemelteti.

## Története
Mindig is szeretett volna a város gyorsjáratot indítani, de 1996-ig kellett erre várni. 1996-ban elindult a járat, ami csak a reggeli és a délutáni csúcsban közlekedett, a 24A busz gyorsjárataként mind a mai napig. A lakótelepen minden megállóban megállt, utána onnan kifelé pedig csak a fontosabb csomópontokban, ekkor tanszünetben is járt napi 6 indulással. A 2012-es járatátszervezés érintette a járatot. Eltörölték a délutáni üzemet, és csak reggel jár ez évtől kezdve.

## Útvonala
| Hild Viktor utca → Autóbusz-állomás → Hild Viktor utca |
| --- |
| Hild Viktor utca vá. – Széchenyi István körút – Pozsonyi út – Szántó körút – Várkonyi István tér – Boldog Sándor István körút – Ady Endre út – Thököly út – Széchenyi István körút – Hild Viktor utca vá. |

## Megállóhelyei
Az átszállási kapcsolatok között az azonos útvonalon, de sűrűbb megállással közlekedő 24-es és 24A busz nincs feltüntetve.
| 0  | Hild Viktor utca induló végállomás |                                                         |
| 1  | Lovas István utca                  | 34, 34A, 34B, 34E, 34Y, 41                              |
| 2  | Aranyi Sándor utca                 | 34, 34A, 34B, 34E, 34Y, 41                              |
| 3  | Malom utca                         | 34, 34A, 34B, 34E, 34Y, 41                              |
| 4  | Városi Kollégium                   | 34, 34A, 34B, 34E, 34Y, 41, 43                          |
| 5  | Mentőállomás                       | 34, 34A, 34B, 34E, 34Y                                  |
| 8  | Várkonyi tér                       | 1, 1A, 1Y, 9, 11, 20, 21, 23, 31, 34B, 37, 41           |
| 9  | Vásárcsarnok                       | 1, 1A, 1Y, 9, 11, 20, 21, 23, 34B, 37                   |
| 11 | Autóbusz-állomás                   | 3, 10, 12, 15, 23, 32 Helyközi buszok Távolsági járatok |
| 13 | Sarló utca                         | 3, 10, 12, 15, 32                                       |
| 16 | TIGÁZ                              | 10, 12 Helyközi buszok Távolsági járatok                |
| 19 | Hild Viktor utca érkező végállomás | 34, 34A, 34B, 34E, 34Y                                  |